# Nikolaos Michopulos
Nikolas Michopulos (gr.: Νίκος Mιχόπουλος; ur. 20 lutego 1970 w Karditsie) – grecki piłkarz występujący na pozycji bramkarza.

## Kariera klubowa
Michopulos karierę rozpoczynał w 1991 roku w pierwszoligowej Larisie. Spędził tam sezon 1991/1992, jednak nie rozegrał tam żadnego spotkania. Następnie odszedł do także pierwszoligowego PAOK-u. W lidze zadebiutował 2 maja 1993 w wygranym 3:0 meczu z Edessaikosem. W sezonie 1994/1995 wraz z zespołem zajął 3. miejsce w rozgrywkach ligowych. Zawodnikiem PAOK-u był przez 8 sezonów i przez ten czas rozegrał tam 136 spotkań.
W 2000 roku Michopulos przeszedł do angielskiego Burnley, grającego w Division One. W lidze tej zadebiutował 23 września 2000 w wygranym 1:0 spotkaniu z Huddersfield Town. We wrześniu 2002 został wypożyczony do Crystal Palace, także grającego w Division One. Zagrał tam w 5 meczach, a w grudniu 2002 wrócił do Burnley, którego zawodnikiem był do końca sezonu 2002/2003.
W połowie 2003 roku Michopulos przeniósł się do cypryjskiej Omonii Nikozja. W sezonie 2003/2004 wywalczył z nią wicemistrzostwo Cypru, po czym zakończył karierę.

## Kariera reprezentacyjna
W reprezentacji Grecji Michopulos zadebiutował 25 stycznia 1995 w wygranym 3:2 towarzyskim meczu z Cyprem. W latach 1995–2002 w drużynie narodowej rozegrał 15 spotkań.